# Musées des Îles Marshall
La république des îles Marshall compte deux musées :
- le Alele Museum à Majuro, il assure aussi la mission d'archives et de bibliothèque nationales.
- le Marshall Islands Cultural Center